# Принцип Каратеодорі
Принцип Каратеодорі (англ. Caratheodory principle) — біля кожного стану термічно однорідної і адіабатично ізольованої системи є безконечна кількість інших станів, недосяжних без порушення адіабатичної ізоляції системи.